# 小行星49272
小行星49272（49272 Bryce Canyon）是一颗绕太阳运转的小行星，为主小行星带小行星。该小行星于1998年10月19日发现。
該小行星以美國猶他州的布萊斯峽谷國家公園命名。

## 轨道参数
小行星49272的轨道半长轴为393 979 005 km，2.6335495 UA，离心率为0.217。